# Austrobittacus anomalus
Austrobittacus anomalus är en näbbsländeart som beskrevs av Edgar F. Riek 1954. Austrobittacus anomalus ingår i släktet Austrobittacus och familjen styltsländor. Inga underarter finns listade i Catalogue of Life.